# Snøde
Snøde ist eine dänische Ortschaft mit 264 Einwohnern (Stand 1. Januar 2023) auf Langeland. Die Ortschaft liegt im gleichnamigen Kirchspiel (Snøde Sogn), das bis 1970 zur Harde Langelands Nørre Herred im damaligen Svendborg Amt gehörte. Mit der Auflösung der Hardenstruktur wurde das Kirchspiel in die Kommune Tranekær im neugegründeten Amt Fünen aufgenommen, die Kommune wiederum ging mit der Kommunalreform zum 1. Januar 2007 mit anderen Kommunen in der Kommune Langeland auf, die zur Region Syddanmark gehört.
Snøde liegt knapp fünf Kilometer südlich von Lohals und etwa 25 Kilometer nördlich von Rudkøbing. 